# Ẓ
Cette page contient des caractères spéciaux ou non latins. S’ils s’affichent mal (▯, ?, etc.), consultez la page d’aide Unicode.
Ẓ, ou Z point souscrit, est un graphème utilisé dans l’écriture de langues touareg : tamasheq au Mali, du tamajaq au Niger ainsi que dans la translittération de l'arabe ; ou dans l’écriture de l’angas, du hassanya, du kabyle en Algérie, du romagnol, ou dans les romanisations ISO 233, ISO 233-2 et ISO 233-3 de l’écriture arabe et les romanisations ALA-LC du judéo-arabe et de l’arabe. Il s’agit de la lettre Z diacritée d'un point souscrit.

## Utilisation

### Romanisation des langues sémitiques
Dans la romanisation ALA-LC du judéo-arabe, le ẓ est utilisé pour translittérer le tet point suscrit ‹ ט̇ ›, par exemple ט̇הר̇ ‹ ẓhr › « il apparu », et dans la romanisation ALA-LC de l’arabe, le ẓāʾ ‹ ظ ›.
Dans les romanisations ISO 233, ISO 233-2 et ISO 233-3 de l’arabe,  ‹ ẓ › est utilisé pour transcrire le ẓāʾ ‹ ظ ›.

## Représentations informatiques
Le Z point souscrit peut être représenté avec les caractères Unicode suivant :
- précomposé (Latin étendu additionnel) :

| formes    | représentations | chaînes de caractères | points de code | descriptions                             |
| --------- | --------------- | --------------------- | -------------- | ---------------------------------------- |
| majuscule | Ẓ               | Ẓ                     | U+1E92         | lettre majuscule latine z point souscrit |
| minuscule | ẓ               | ẓ                     | U+1E93         | lettre minuscule latine z point souscrit |

- décomposé (latin de base, diacritiques) :

| formes    | représentations | chaînes de caractères | points de code | descriptions                                         |
| --------- | --------------- | --------------------- | -------------- | ---------------------------------------------------- |
| majuscule | Ẓ               | Z◌̣                    | U+005A U+0323  | lettre majuscule latine z diacritique point souscrit |
| minuscule | ẓ               | z◌̣                    | U+007A U+0323  | lettre minuscule latine z diacritique point souscrit |